# Live at Topanga Corral
Live at Topanga Corral è un live dei Canned Heat pubblicato nel 1972. L'album contiene materiale registrato al Kaleidoscope di Hollywood, California e non al Topanga Corral come il titolo dell'album suggerirebbe. Questa discrepanza non dipenderebbe da un semplice errore, ma da un'operazione strategica per superare ostacoli di carattere contrattuale.

## Tracce
1. Bullfrog Blues (Canned Heat) - 7:21
2. Sweet Sixteen (Joe Josea, B.B. King) - 10:57
3. I'd Rather Be the Devil (Elmore James, Robert Johnson) - 5:10
4. Dust My Broom (Elmore James, Robert Johnson) - 5:46
5. I Wish You Would (Billy Boy Arnold) - 8:03
6. It Hurts Me Too (Hudson Whittaker) - 9:08

## Formazione
- Bob Hite – voce
- Alan Wilson – chitarra slide, voce, armonica a bocca
- Henry Vestine – chitarra solista
- Larry Taylor – basso
- Fito de la Parra – batteria